# Дораяки
Дораяки (яп. どら焼き, どらやき, 銅鑼焼き, ドラ焼き, дословно «жареный гонг») — вид вагаси (японская сладость), два бисквита «кастелла», между которыми находится анко, паста из бобов адзуки.

## История

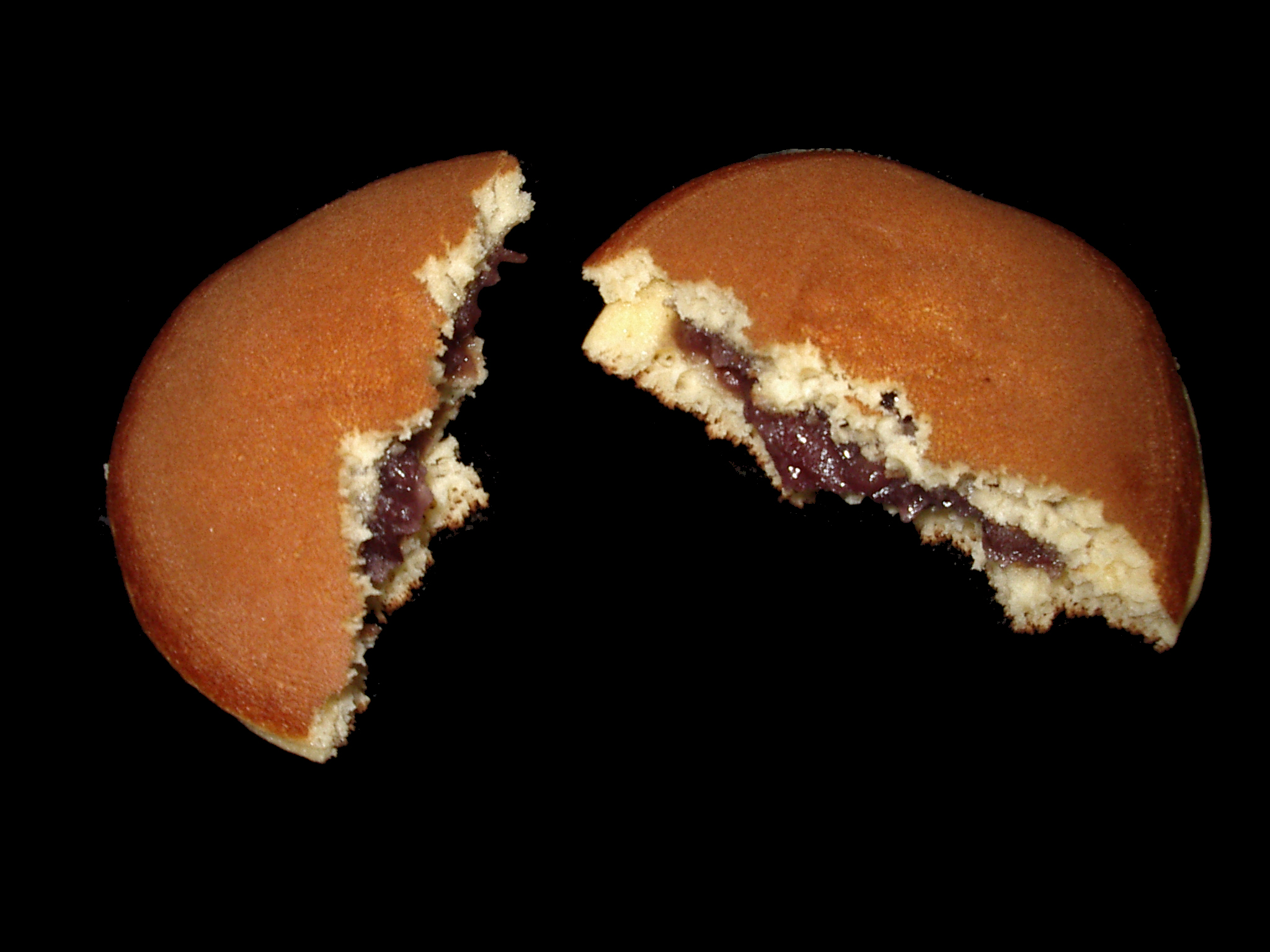
Разломленный дораяки

Нынешний вид дораяки был изобретён в пекарне «Усагия» в квартале Уэно в 1914 году, до этого бисквит был только один.
Согласно легенде, дораяки появились благодаря тому, что самурай по имени Бэнкэй забыл свой гонг в доме крестьянина. Крестьянин спрятал гонг и жарил на нём пирожки, которые получались в форме гонга.

## Другие названия
В Кансае эту вагаси называют микаса (яп. 三笠). Это слово означает «три соломенные шляпы», но так же называют невысокую гору Вакакуса, расположенную в Наре. Дораяки напоминает формой гору. В Наре готовят большие дораяки диаметром до 30 сантиметров.

## В популярной культуре
Герой манги и аниме «Дораэмон» любит дораяки, на что несколько раз обращалось внимание. Имя Дораэмона не связано с дораяки, а происходит от слова доранэко (яп. どら猫, беспризорный кот), тем не менее компания Буммэйдо каждый март и сентябрь выпускает Дораэмон дораяки.